# Cahon
 Cahon  es una población y comuna francesa, en la región de Picardía, departamento de Somme, en el distrito de Abbeville y cantón de Moyenneville.
Mientras que el INSEE utiliza el nombre Cahon, la Prefectura del departamento utiliza Cahon-Gouy.

## Demografía
| 226 | 227 | 213 | 208 | 212 | 224 |
| Para los censos de 1962 a 1999 la población legal corresponde a la población sin duplicidades (Fuente: INSEE [Consultar]) |     |     |     |     |     |